# Крістіна Кошикова
Крістіна Кошикова (словац. Kristína Košíková; нар. 2 грудня 1993, Банська Бистриця, Чехословаччина) — словацька футболістка, півзахисниця «Слована» (Ліберець) та національної збірної Словаччини.

## Клубна кар'єра
Футбольну кар'єру розпочала в «Селце», а в 2010 році переведена до першої команди вище вказаного клубу. 14 березня 2011 року покинула «Сельце» й перейшла до ФК «Слован Душло» (Шаля). Через чотири з половиною роки підписала контракт зі «Слованом» (Братислава) й у вересні 2015 року переїхала до Чехії. По завершенні сезону у складі «Богеміанс» (Прага) перейшла до «Дукли» (Прага), за який виступає на даний час.

## Кар'єра в збірній
У футболці національної збірної Словаччини дебютувала 17 вересня 2017 року в поєдинку проти Словенії.